# Valgestrup
Valgestrup eller Valgestrup voldsted er, som navnet antyder, et voldsted der ligger ca. 250 m nordøst for herregården Gisselfeld nord for en sø.
Voldstedet består af en borgbanke på ca. 45 x 18 m, som mod vest, nord og øst er omgivet af voldgrav og mod syd af søen. På borgbanken står en ruin på ca. 15 x 9 m, der består af et fundament i nogle få skifter munkesten. Der er en gangbro ud til ruinen, der indgår som en del af herregårdens parkanlæg.
Borgen blev opført i middelalderen, men den blev ødelagt i 1530'erne. Peder Oxe opførte efterfølgende Gisselfeld, som erstatning for Valgestrup.
Den blev udgravet af Nationalmuseet i 1898.